# فيرنر كرايمر
فيرنر كرايمر (بالألمانية: Werner Krämer)‏ (مواليد 23 يناير 1940) هو لاعب كرة قدم. يلعب مع منتخب ألمانيا الغربية لكرة القدم. سبق له أن لعب في كأس العالم لكرة القدم مع منتخب بلاده.

## روابط خارجية
- فيرنر كرايمر على موقع الاتحاد الدولي (مؤرشف)  (الإنجليزية)
- فيرنر كرايمر على موقع قاعدة بيانات كرة القدم.إي يو (الإنجليزية)
- فيرنر كرايمر على موقع بيانات كرة القدم. دي إي (الألمانية)
- فيرنر كرايمر على موقع ناشيونال فوتبول تيمز (الإنجليزية)
- فيرنر كرايمر على موقع عالم كرة القدم.نت (الإنجليزية)